# Center for the Study of Extraterrestrial Intelligence
Le Centre pour l'Étude de l'Intelligence Extraterrestre ((en) ''Center for the Study of Extraterrestrial Intelligence'',CSETI) est une organisation qui collecte des informations sur les Ovnis, et les formes de vie extraterrestres.
Cet organisme à but non lucratif a été fondé par Steven Greer, qui le dirige depuis sa création en 1990, avec le but déclaré d' "établir des relations pacifiques et durables avec des formes de vie extraterrestre". Parmi ses objectifs, on note la mention d'une nouvelle catégorie de rencontre, à savoir la CE-5 ("rencontre du cinquième type") que Greer définit comme le contact et/ou la communication avec la vie extraterrestre. Depuis sa création, l'organisation a dépensé entre 3,5 millions et 5 millions de dollars pour atteindre ses objectifs.
L'organisation affirme disposer de plus de 3 000 rapports d'observations "confirmés" d'OVNIS par des pilotes et plus de 4 000 preuves de ce qu'ils décrivent comme "des traces d'atterrissage",0 c'est-à-dire des cas où des ovnis ont laissé de traces électromagnétiques après un atterrissage sur la Terre. 